# 埃德蒙·托尔梅伦
埃德蒙·托尔梅伦（瑞典語：Edmund Thormählen，1865年7月21日—1946年11月13日），瑞典男子帆船运动员。他曾代表瑞典参加1908年夏季奥林匹克运动会帆船比赛，获得一枚银牌。